# هربرت سيسيل دونكان
هربرت سيسيل دونكان (بالملايوية: Herbert Cecil Duncan)‏ هو عسكري ماليزي، ولد في 19 أغسطس 1895، وتوفي في 20 يناير 1942 في سنغافورة.